# Kameleo
Kameleo – trzecia płyta Katarzyny Skrzyneckiej, na której znajduje się trzynaście utworów w stylu pop z lekką domieszką jazzowych i etnicznych przypraw oraz południowych rytmów. Większość tekstów jest autorstwa artystki, chociaż w niektórych przypadkach Kasia sięgnęła do twórczości Marii Pawlikowskiej-Jasnorzewskiej ("Spóźniony list") i Stanisława Sojki ("Kiedy jesteś taki bliski").

## Lista utworów
| L.p. | Tytuł                    | Długość |
| ---- | ------------------------ | ------- |
| 1.   | Ziemia nie raj           | 4:12    |
| 2.   | Tak jak trzeba           | 3:58    |
| 3.   | Czemu nie?               | 3:35    |
| 4.   | Spóźniony list           | 3:44    |
| 5.   | Kameleo                  | 4:13    |
| 6.   | Piano Pianissimo         | 4:37    |
| 7.   | Piro-song                | 3:11    |
| 8.   | Kiedy jesteś taki bliski | 4:26    |
| 9.   | Pantera                  | 4:23    |
| 10.  | 03:15 AM                 | 5:38    |
| 11.  | Żyj razy dwa             | 3:31    |
| 12.  | Blisko tak               | 4:15    |
| 13.  | Tak jest lepiej          | 3:36    |